# Tengis Kitowani

Tengis Kitowani

Tengis Kitowani (georgisch თენგიზ კალისტრატეს ძე კიტოვანი, Transkription Tengis Kalistrates Dse Kitowani; * 9. Juni 1938 in Tiflis; † 13. November 2023 ebenda) war ein georgischer Künstler, Warlord und Politiker. Er führte einen erfolgreichen Putsch gegen den ersten gewählten Präsidenten Georgiens, Swiad Gamsachurdia. Von 1992 bis 1993 war er Mitglied des georgischen Staatsrats und zugleich Verteidigungsminister Georgiens.

## Leben
Kitowani lebte zunächst als Künstler in der Tiflisser Bohème. 1990 schloss er sich der nationalen Unabhängigkeitsbewegung in Georgien an. Im gleichen Jahr wurde er in den ersten freien Wahlen Georgiens in den Obersten Sowjet des Landes gewählt.
Präsident Swiad Gamsachurdia setzte ihn als Oberbefehlshaber der neugeschaffenen georgischen Nationalgarde ein. Im August 1991 wurde er als Kommandeur abgelöst, weil er sich Anordnungen des Präsidenten widersetzt hatte. Kitowani schloss sich der Opposition an.
Zwischen Dezember 1991 und Januar 1992 organisierte er mit Dschaba Iosseliani einen erfolgreichen Putsch gegen Gamsachurdia. Unter seiner Führung belagerten Teile der georgischen Nationalgarde das Parlamentsgebäude in Tiflis. Am 22. Februar 1992 wurde er Mitglied der provisorischen Regierung Georgiens, des Staatsrats, und Verteidigungsminister. Einen Monat später lud er den früheren sowjetischen Außenminister Eduard Schewardnadse ein, den Vorsitz des Staatsrats zu übernehmen. Im Krieg in Abchasien 1992–1993 kommandierte er die georgischen Streitkräfte.
Im Mai 1993 erzwang Schewardnadse Kitowanis Rücktritt. Der Militärführer gründete anschließend mit dem früheren georgischen Premierminister Tengis Sigua die Oppositionspartei Nationale Front. Im Januar 1995 startete er mit ehemaligen Mitgliedern seiner Volksgarde einen spontanen Militärschlag, um Abchasien zurückzuerobern. Kitowani und seine Anhänger wurden von der georgischen Armee entwaffnet und inhaftiert. 1996 wurde er wegen der Organisation einer ungesetzlichen, bewaffneten Truppe zu acht Jahren Freiheitsstrafe verurteilt.
Im Februar 1999 trat Kitowani in Hungerstreik, um eine Wiederaufnahme seines Prozesses zu erreichen. Am 22. Mai 1999 wurde er von Schewardnadse aus gesundheitlichen Gründen amnestiert. Bemühungen Kitowanis, in der georgischen Politik wieder eine Rolle zu spielen, scheiterten. Tengis Kitowani zog Anfang der 2000er Jahre nach Moskau und kehrte 2012 nach Georgien zurück.
Er starb am 13. November 2023 im Alter von 85 Jahren in Tiflis.